# یک سرباز وظیفه در سیبری
یک سرباز وظیفه در سیبری (انگلیسی: A Sammy in Siberia) یک فیلم کمدی صامت کوتاه به کارگردانی هال روچ است که در سال ۱۹۱۹ منتشر شد.

## بازیگران
- هارولد لوید
- اسناب پالرد
- ببه دنیلز
- سمی بروکس
- لایج کانلی
- والاس هاو
- دی لمپتون
- گاس لئونارد
- ماری موسکینی
- فرد سی. نیومیر
- جیمز پروت
- نوآ یانگ